# 에드워드 양
양더창(중국어 간체자: 杨德昌, 정체자: 楊德昌, 병음: Yáng Déchāng, 1947년 11월 6일~2007년 6월 29일)은 타이완의 영화 감독이며, 하카계 출신이다. 차이밍량, 허우샤오셴 등과 함께 타이완 영화의 뉴웨이브를 이끈 인물로 평가받는다. 2000년 칸 영화제에서는 《하나 그리고 둘》로 감독상을 수상하였다.

## 작품 목록
- 《광음적고사》(光陰的故事) 단편 〈희망〉(1982)
- 《해탄적일천》(海灘的一天, 1983)
- 《타이페이 스토리》(青梅竹馬, 1985)
- 《공포분자》(恐怖份子, 1986)
- 《고령가 소년 살인 사건》(牯嶺街少年殺人事件, 1991)
- 《독립시대》(獨立時代, 1994)
- 《마작》(麻將, 1996)
- 《하나 그리고 둘》(一一, 2000)

## 수상
- 금마장 작품상
  - 1986년 《공포분자》
  - 1991년 《고령가 소년 살인사건》
- 2000년 칸 영화제 감독상 (《하나 그리고 둘》)
- 2007년 부산국제영화제 올해의 아시아영화인상